# Harald Glööckler

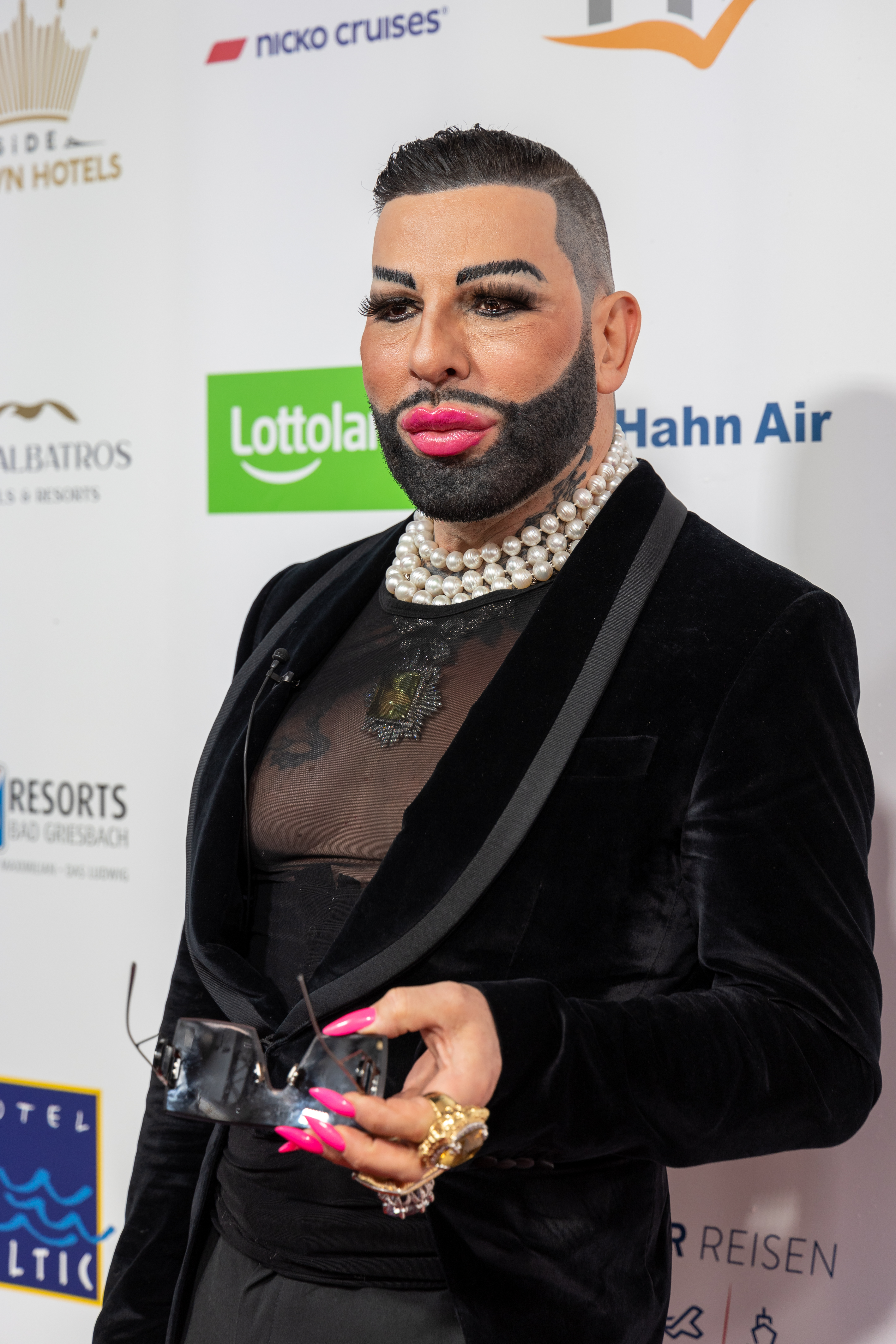
Harald Glööckler (2023)

Harald Glööckler, bürgerlich Harald Glöckler (* 30. Mai 1965 in Maulbronn-Zaisersweiher), ist ein deutscher Modedesigner und Unternehmer, der insbesondere durch seine strassbesetzten und glitzernden Kreationen bekannt wurde. Markenzeichen Glööcklers ist ein Kronenmotiv, das oft durch einen „POMPÖÖS“-Schriftzug ergänzt wird.

## Leben
Glööcklers Eltern betrieben eine Gastwirtschaft, sein Vater war gelernter Metzger. Verschiedenen Angaben zufolge hat er einen zwei Jahre jüngeren Bruder, er selbst behauptet allerdings, ohne Geschwister aufgewachsen zu sein. Glööckler beschreibt seine Kindheit als traumatische Zeit, vor allem geprägt durch seinen gewalttätigen und alkoholkranken Vater. Darüber hinaus sei es zu einer sexuellen Nötigung durch einen Freund der Familie gekommen, die er aber aufgrund seines instabilen Elternhauses nie thematisiert habe. Als Glööckler 13 Jahre alt war, starb seine Mutter nach einem Treppensturz. Obwohl als Unfall eingestuft, beschuldigt Glööckler seinen Vater, seine Mutter die Treppe hinuntergestoßen zu haben.

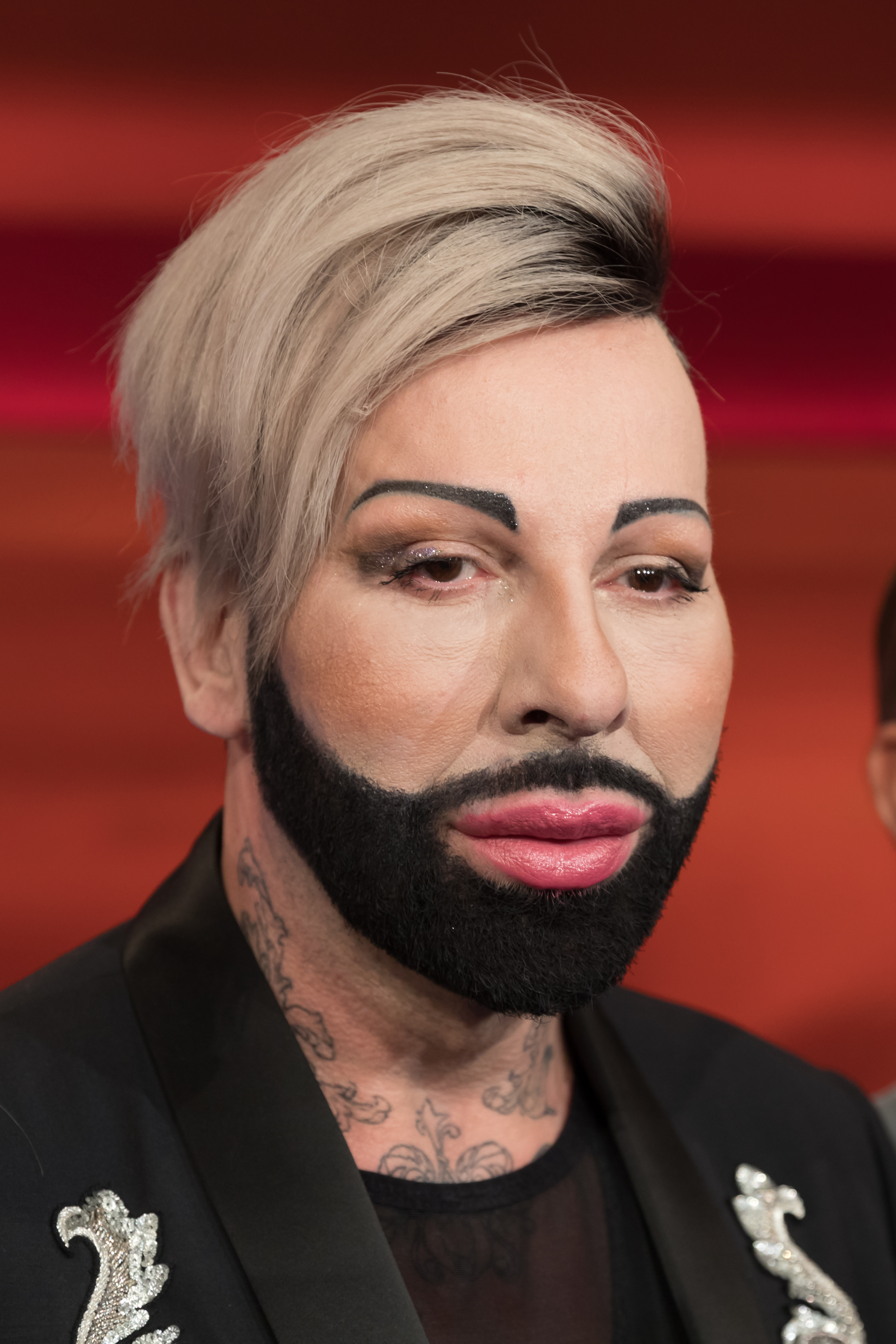
Harald Glööckler (2019)

Glööckler interessierte sich bereits in seiner Jugend für Mode und nähte Abendkleider für Bekannte. Glööcklers Vorbild war seit Kindheitstagen seine Großmutter, die laut seiner Aussage eine echte Diva war. Er absolvierte eine Lehre zum Einzelhandelskaufmann im „Modekaufhaus Sämann“ und war zunächst als Verkäufer in der Herrenabteilung eines Modehauses in Mühlacker tätig. Am 30. November 1987 eröffnete er zusammen mit seinem damaligen Lebenspartner und Manager, dem Herrenausstatter Dieter Schroth, das Modegeschäft „Jeans Garden“ in Stuttgart, in dem anfangs vor allem von Glööckler gestaltete Jeans und Hemden verkauft wurden. Später änderten sie den Namen des Modegeschäfts in „Pompöös“. 1990 gründeten beide ein Modelabel unter gleichem Namen. 1994 veranstalteten sie die erste eigene Modenschau im Stuttgarter Neuen Schloss. Für die Modenschau wurde ein Lied mit dem Titel Pompöös Is My Life produziert, zu dem auch ein Musikvideo gedreht wurde. Nach der Aufführung auf der eigenen Modenschau trat Glööckler 1995 zusammen mit Schroth und weiteren Mitgliedern in Kostümen als Musikgruppe Pompöös auf, unter anderem in den Fernsehsendungen Nachtclub Hexenkessel, Arabella und RTL Nachtshow. Im selben Jahr gewann Glööckler Gina Lollobrigida und Chaka Khan als Kundinnen und freundete sich mit ihnen an. Lollobrigida eröffnete seine zweite Modenschau, die 1995 in der Stuttgarter Alten Reithalle stattfand, dabei traten auch Chaka Khan und Grace Bumbry auf. 1997 wurde Glööckler mit seiner Modenschau zum zehnjährigen Bestehen der Messe Interstoff Asia nach Hongkong eingeladen. Als er aus Hongkong zurückkehrte, kam es zu Differenzen mit einem stillen Teilhaber, der sich 1998 im Streit aus dem Unternehmen zurückzog. Das Geschäft in Stuttgart musste daraufhin geschlossen werden. Daraufhin eröffnete er 1998 in Stuttgart eine Kunstgalerie mit eigenen Gemälden. Im selben Jahr wurde Glööckler zur Düsseldorfer Modemesse CPD eingeladen, für die er die Eröffnungsshow ausrichtete.
Im Jahr 2000 zog Glööckler von Stuttgart nach Berlin, wo er 2002 die Weihnachtsrevue Jingle Bells im Friedrichstadt-Palast mit seinen Kreationen ausstattete und rund 350 Kostüme für die Tänzerinnen entwarf. 2003 erhielt er den von der Berliner Boulevardzeitung B.Z. verliehenen Preis Berliner Bär, und das Berliner Stadtmagazin tip wählte ihn unter die „100 peinlichsten Berliner“. Für die Tierschutzorganisation PETA ließ Glööckler sich 2004 mit dem Motto „Tiere tragen Pelz, Menschen tragen Mode“ nackt abbilden. 2009 rief er den mit 5000 Euro dotierten Harald Glööckler Angel Award ins Leben, mit dem er jedes Jahr Frauen ehrt, die sich durch Menschlichkeit und soziales Engagement hervorgetan haben. 2011 entwarf Glööckler für den Discounter Lidl eine eigene Schmuckkollektion. 2012 erstellte er Damenkleidung und Accessoires in Kooperation mit dem Versandhändler bonprix und brachte daneben eine eigene Tapetenkollektion heraus. Im Jahre 2013 folgte eine Kollektion in Kooperation mit dem Menswear-Label „Masterhand“, die am 15. Juni 2013 erstmals auf der Hochzeitsmesse Interbride vorgestellt wurde. Seine erste Leuchtenkollektion „Glööckler by Eglo“, die in Kooperation mit Eglo Leuchten entstand, wurde 2014 erstmals auf der Light+Building vorgestellt. Ende Januar 2015 stellte Glööckler eine Serviettenkollektion vor, die er exklusiv für das Unternehmen Duni entwarf.

## Persönliches
Glööckler lebte mit seinem Lebenspartner Dieter Schroth ab Juli 2015 in Kirchheim an der Weinstraße. Seit dem 11. Februar 2015 lebte das Paar in einer eingetragenen Lebenspartnerschaft, jedoch seit 2022 räumlich getrennt. Im Februar 2023 beantragte Harald Glööckler die Aufhebung der Lebenspartnerschaft. Seit 2023 lebt er wieder in Berlin.
Harald Glööckler unterzog sich zahlreichen Schönheitsoperationen, um sein Gesicht nach eigenen Vorstellungen zu verändern. Insgesamt werden die Kosten auf 600.000 Euro geschätzt.
Glööckler ist evangelisch getauft, aus der Kirche ausgetreten, sieht sich selber aber trotzdem als gläubigen Christen, der regelmäßig betet und die Bibel liest. Allerdings pflegt er eine freie Art der Spiritualität. In seiner Autobiografie Desaströös bis pompöös (2024) erzählt er von der Inkarnation menschlicher Seelen, die sich auf der Erde selbstgewählten Aufgaben stellen.

## Fernsehen

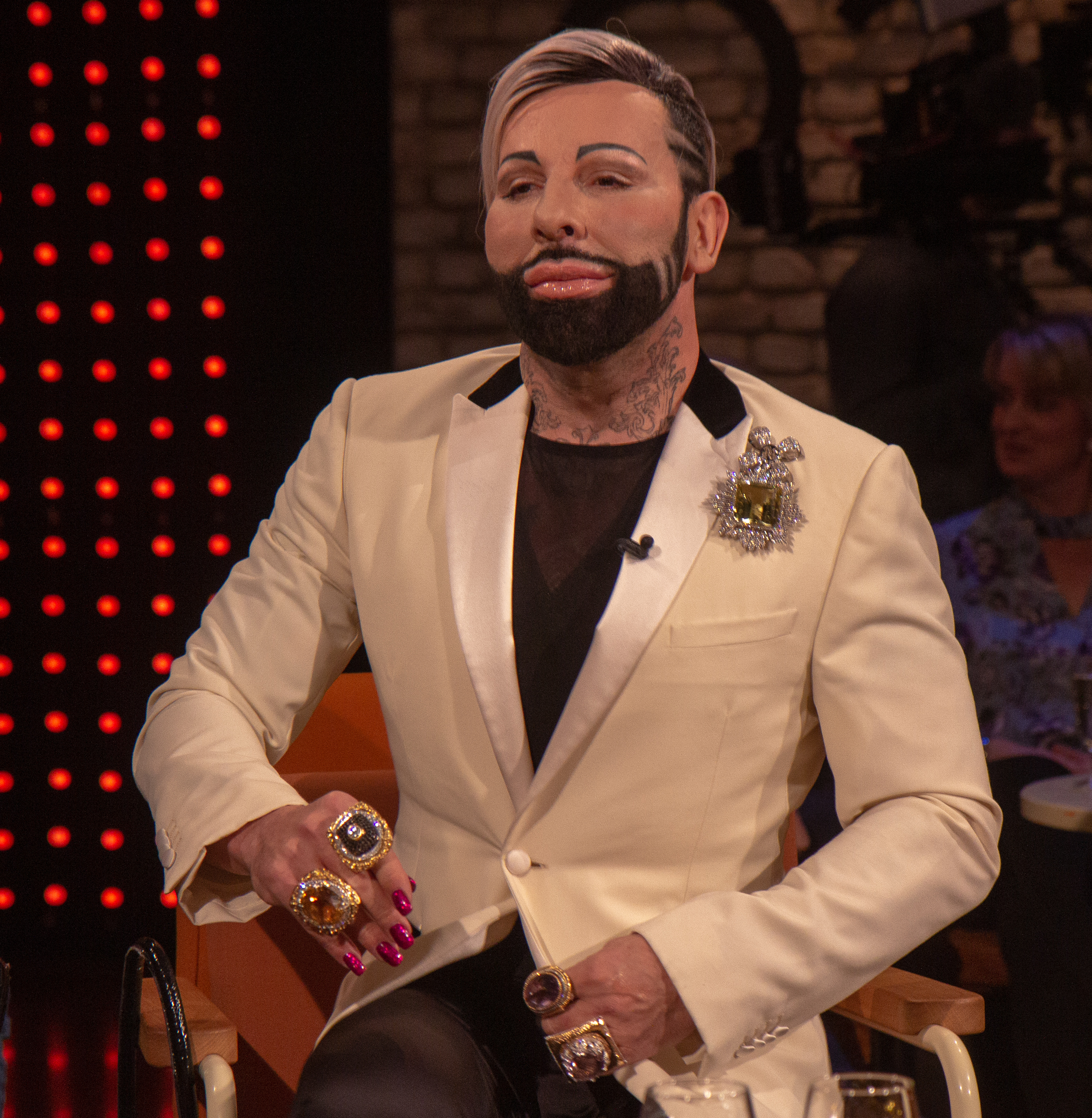
Harald Glööckler als Gast in der Talkshow 3 nach 9 (2018)

Nachdem Glööckler 2004 in Berlin mit dem Geschäftsführer des Teleshopping-Senders HSE24 zusammengetroffen war, begann er in Deutschland mit dem Verkauf seiner Produkte übers Fernsehen – anfangs nur mit Mode, später auch mit von ihm gestalteten Heimtextilien und Einrichtungsgegenständen. 2008 folgten Teleshopping-Auftritte in Großbritannien für QVC UK und 2009 in Japan für Shop Channel. Im Juni 2010 hatte er seine letzte Sendung bei HSE24. Seit Januar 2011 steht Glööckler bei QVC Deutschland unter Vertrag. Er moderiert die Verkaufssendungen seiner Produkte regelmäßig selber mit, wobei er stark extravertiert auftritt.
2010 und 2011 war Harald Glööckler als permanentes Jurymitglied in der Tanzsendung Let’s Dance des Privatsenders RTL zu sehen. Bei seinen Auftritten fiel Glööckler oftmals auf, da er neben sehr viel Schmuck und Ringen auch zeitweise Strasssteine im Gesicht sowie auffällige Kleidung aus seiner eigenen Damenkollektion trug. In Großbritannien produzierte ITV Studios 2010 die Dokumentation Harald Glööckler: Prince of Fashion für den Sender Living.
Am 1. Januar 2012 strahlte VOX die Dokumentation Herr Glööckler zieht um aus, in der Harald Glööckler beim Umzug seines Firmen- und Wohnsitzes von Berlin-Charlottenburg nach Berlin-Mitte (Unter den Linden) gezeigt wurde. Vom 3. Juli 2012 bis 21. August 2012 wurde auf VOX die wöchentliche Personality-Doku Glööckler, Glanz und Gloria ausgestrahlt. Im März und April 2013 zeigte VOX die zweite Staffel, deren Einschaltquoten jedoch deutlich niedriger waren als die der ersten Staffel. Im November 2013 gab Glööckler bekannt, in Zukunft nicht mehr außerhalb seiner QVC-Verkaufssendungen im Fernsehen auftreten zu wollen, die wiederum 2015 endeten. 2016 war er allerdings Mitglied der Jury bei der RTL-II-Castingshow Curvy Supermodel – Echt. Schön. Kurvig. Zudem lud er den Moderator Pierre M. Krause mit dessen Interviewformat Krause kommt für zwei Tage in sein Château Pompöös nach Kirchheim an der Weinstraße ein (Erstausstrahlung SWR 23. Februar 2018). Anfang 2022 war Glööckler Teilnehmer der 15. Staffel von Ich bin ein Star – Holt mich hier raus! bei RTL, schied im Halbfinale aus und belegte den vierten Platz.
Im Juli 2023 begann auf RTL+ und RTL Zwei die erste Staffel der Serie Herr Glööckler sucht das Glück, im November 2024 die zweite Staffel. Diese wurde allerdings wegen niedriger Einschaltquoten bereits nach zwei Folgen wieder abgesetzt.
Seit Oktober 2024 ist er Jurymitglied bei My Style Rocks. Dort erlangte Glööckler mit mehreren Ausrastern in der Sendung mediale Aufmerksamkeit, einzelne Ausschnitte der Sendung wurden zum Meme und auf TikTok millionenfach geteilt. Auch die Show Du gewinnst hier nicht die Million bei RTL thematisierte die Sendung und die Person Glööckler, in der Stefan Raab dessen Auftritte als Jurymitglied in mehreren Ausgaben satirisch kommentierte und in Parodien verarbeitete. Im März 2025 war er schließlich Gast bei Raab in der Show.

## Musik
- 1994: Album Pompöös – Pompöös Is My Life (Label: Black Flame)[41]
- 1994: Single Pompöös – I Want Your Love (Label: Black Flame)
- 2020: Single Wir sind VIP (Label: Xtreme Sound Recordings)[42]

Produzenten: Lenny Mac Dowell, Nikolei Dotzek, Oliver Voigt, Piero Brunetti

## Kunst
In seinen Gemälden verarbeitet Harald Glööckler Techniken der abstrakten Kunst, insbesondere des abstrakten Expressionismus. Markantes Stilmittel ist die Kombination aus klassischen Rokoko-Rahmen und einem Farbeinsatz, wie man ihn aus dem Action Painting kennt. Neben Gemälden bemalt er verschiedene Materialien, Möbel und Skulpturen.

## Film
- 2015: Fünf Freunde 4

## Publikationen
- mit Ines Veith: Pompöös – Harald Glööckler, der Modeprinz, Merch Movie Edition, 2001.
- Harald Glööckler, Christiane Stella Bongertz: Harald Glööckler. 2. Auflage. Bastei Lübbe, Köln 2010, ISBN 978-3-7857-2412-5.
- Harald Glööckler: Jede Frau ist eine Prinzessin. 1. Auflage. Printsystem Medienverlag, Heimsheim 2012, ISBN 978-3-938295-46-5.
- Harald Glööckler: Billy King – mein Leben mit Harald Glööckler. 1. Auflage. Tierisch Verlegen Verlagsgesellschaft UG, Falkensee 2013, ISBN 978-3-00-041263-9.
- Harald Glööckler: Harald Glööckler der Medienskandal. 1. Auflage. Printsystem Medienverlag, Heimsheim 2013, ISBN 978-3-938295-88-5.
- Harald Glööckler: Fuck you, Brain!: Seien Sie alles – außer gewööhnlich. 1. Auflage. Plassen Verlag, 2017, ISBN 978-3-86470-493-2.
- Harald Glööckler: Kirche, öffne dich!: Hat die Kirche noch Zukunft? Was sich ändern muss. 1. Auflage. Adeo, 2018, ISBN 978-3-86334-213-5.
- Harald Glööckler: Vor Zwölf: High Time. 1. Auflage. Musketier Verlag, Bremen 2019, ISBN 978-3-946635-20-8.
- Harald Glööckler: Krise als Chance – Erfolgreich in die Zukunft. 1. Auflage. Musketier Verlag, Bremen 2020, ISBN 978-3-946635-36-9.
- Harald Glööckler: Desaströös bis POMPÖÖS – Die Autobiografie. 1. Auflage. Molino Verlag, Sindelfingen / Schwäbisch Hall 2024, ISBN 978-3-948696-66-5.